# Соната для фортепіано № 7 (Моцарт)

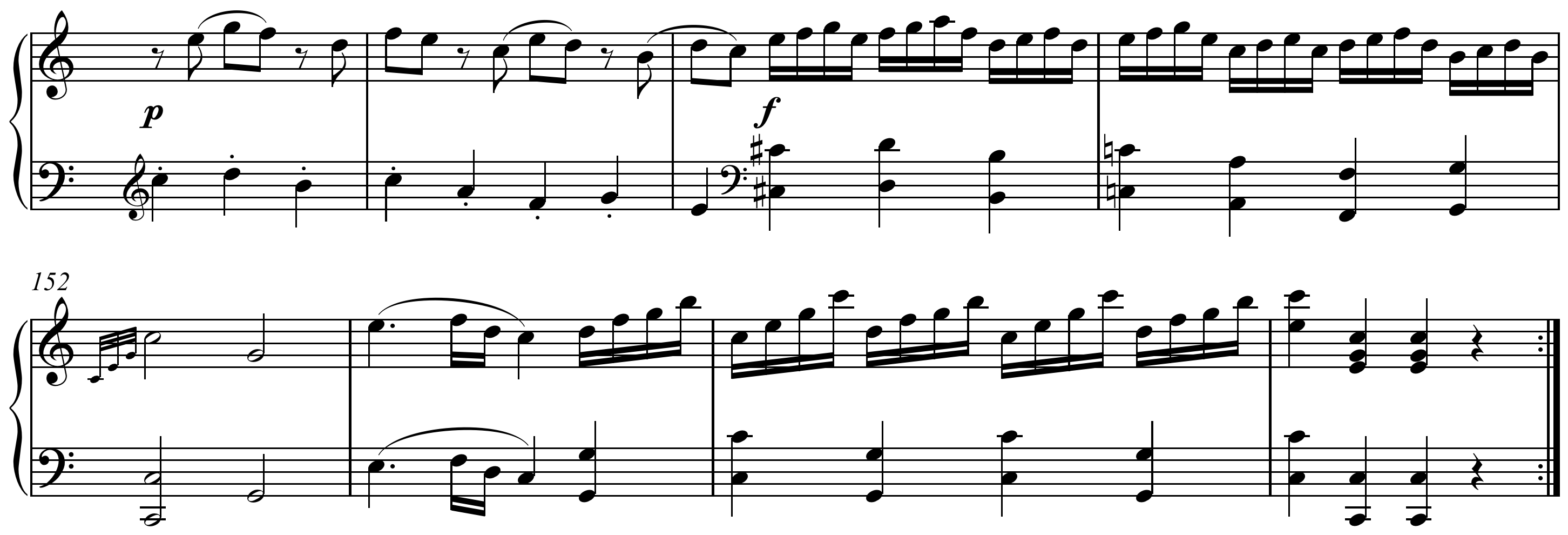
Кода І ч. Сонати до Мажор, тт. 148–155.

Соната для фортепіано № 7 В. А. Моцарта, KV 309, До мажор написана 1777 року. Складається з трьох частин:
1. Allegro con spirito
2. Andante un poco adagio
3. Rondo (allegretto grazioso)

Соната триває близько 16 хвилин.